# 卡伦·卡尼
卡伦·卡尼，OBE（英語：Karen Carney，1987年8月1日—），英国女子足球运动员。她曾代表英格兰参加2007年、2011年、2015年和2019年国际足联女子世界杯。她也曾参加2012年夏季奥林匹克运动会。